# Évry-Courcouronnes
Évry-Courcouronnes (wymowaⓘ) – gmina we Francji, w regionie Île-de-France, w departamencie Essonne. W 2016 roku liczba ludności wynosiła 69 031 mieszkańców. 
Gmina została utworzona 1 stycznia 2019 roku z połączenia dwóch ówczesnych gmin: Courcouronnes oraz Évry. Siedzibą gminy została miejscowość Évry. 
Miasto jest domem dla Genopole.

## Edukacja
- Institut Mines-Télécom Business School